# Phân số Ai Cập

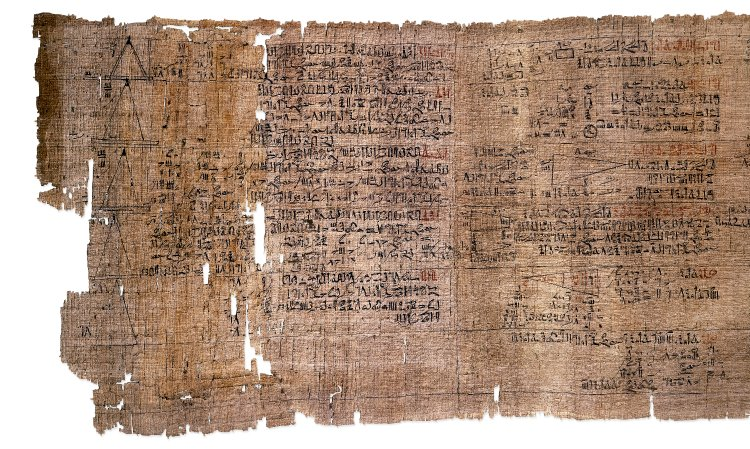
Giấy cói toán học Rhind: chi tiết (trực tràng, phần bên trái của phần đầu tiên Bảo tàng Anh Cục Ai Cập cổ đại và Sudan, EA10057) Được luật sư người Scotland A.H. Rhind mua lại trong thời gian ông lưu trú ở Thebes vào những năm 1850. chiều dài: 295,5 cm, chiều rộng: 32 cm (toàn bộ phần EA10057) Phần thứ hai được lưu giữ tại Bảo tàng Anh (EA 10058 dài: 199,5 cm, cùng chiều rộng) Các mảnh vỡ của một phần trung gian nhỏ (dài 18 cm) được lưu giữ ở Brooklyn Bảo tàng

Phân số Ai Cập là tổng các phân số đơn vị riêng biệt, chẳng hạn {\displaystyle {\tfrac {1}{2}}+{\tfrac {1}{3}}+{\tfrac {1}{16}}}. Cách đây khoảng 4000 năm, người Ai Cập đã hiểu được phân số và biết các phép tính về phân số. Tuy nhiên, người Ai Cập cổ đại chỉ thừa nhận các phân số có tử bằng 1. Đây là phân số đầu tiên trên thế giới và sử dụng rộng rãi ở Ai Cập

## Định nghĩa
Những phân số có tử số là 1 thì ta gọi đó là phân số Ai Cập. Dạng tổng quát: {\displaystyle {\tfrac {1}{y}}} (y là mẫu số và y ≠ 0)

## Cách viết và tên gọi
Khi loài người bắt đầu có sự phân hóa giàu nghèo thì cũng là lúc đồng thời nhu cầu đếm và chia phát sinh. Để chia cho kết quả công bằng, phân số được ra đời. Lịch sử ghi nhận phân số được đưa thành kí hiệu Toán học đầu tiên là của người Ai Cập cách đây khoảng 3.650 năm. Lúc đó, các phân số đều chỉ có tử số là 1, các mẫu số là số tự nhiên lớn hơn 0. Ngày ấy, loài người thống nhất gọi đó là những phân số Ai Cập.
Do người Ai Cập cổ đại chỉ công nhận các phân số có tử số bằng 1 nên các phân số có tử số lớn hơn 1 đều dược viết dưới dạng tổng các phân số có tử bằng 1 và mẫu số khác nhau.
Người ta tin rằng mọi phân số đều biểu diễn được dưới dạng tổng của nhiều phân số. Bởi vậy, không cần đưa thêm những phân số có tử số khác 1 vào. Những phân số hay được sử dụng để biểu diễn nhất là những phân số Ai Cập mà mẫu số có nhiều ước số như 12, 24, 60, 36, 144... Có lẽ đó cũng là nguyên nhân hình thành đơn vị như: tá (12 giờ của nửa ngày, 12 chi trong chu kì lịch, 12 tháng của một năm), 24 giờ (trong một ngày), 60 giây (trong một phút), 60 phút (trong một giờ)... Lịch sử ghi nhận bài toán nổi tiếng có tên Bài toán phân số Ai Cập của Paul Erdős: "Mọi phân số có dạng 4/n (n là số tự nhiên lớn hơn 4) đều biểu diễn được thành tổng của 3 phân số Ai Cập khác nhau".
Hiện đang có một lời giải cho bài toán này như sau:
Ta có
{\displaystyle {4 \over n}={16 \over 3}\cdot {3 \over 4n}={16 \over 3}:{4n \over 3}={{16 \over 3} \over {4n \over 3}}={{15+1 \over 3} \over {4n \over 3}}={{15 \over 3}+{1 \over 3} \over {4n \over 3}}={5+{1 \over 3} \over {4n \over 3}}={4+1+{1 \over 3} \over {4n \over 3}}={4 \over {4n \over 3}}+{1 \over {4n \over 3}}+{{1 \over 3} \over {4n \over 3}}={1 \over {n \over 3}}+{1 \over {4n \over 3}}+{1 \over 4n}}
Vậy mọi phân số có dạng 4/n (n là số tự nhiên lớn hơn 0) đều biểu diễn được thành tổng của 3 phân số Ai Cập khác nhau
Người ta viết một phân số bất kì dưới dạng liên phân số, sau khi có khái niệm phân số nghịch đảo
Sau này người ta thường gọi các phân số dạng 1/n là phân số Ai Cập.
Trong các tài liệu cổ ở Babylon, người ta thấy các phân số có mẫu là lũy thừa của 60. Có lẽ Ấn Độ Là nơi đầu tiên xuất hiện cách viết phân số như ngày nay.